# Вал Атанаріха

Вал Атанаріха на мапі

Вал Атанаріха — укріплена лінія (вал), зведена вождем вестготського племені тервінг Атанаріхом. Розташовувався між берегами річок Герасіуса (сучасний Прут) та Дунаю на землі остготського племені таїфалів (сучасна Олтенія). Швидше за все, для будівництва валу використовувалися старі римські укріплення (лімес), які називалися Limes Transalutanus.